# فلوریان هانش
فلوریان هانش (انگلیسی: Florian Hansch؛ زادهٔ ۲۲ اوت ۱۹۹۵) بازیکن فوتبال اهل آلمان است.
از باشگاه‌هایی که در آن بازی کرده‌است می‌توان به باشگاه فوتبال کمنیتس اشاره کرد.